# Chrysops gutipennis
Chrysops gutipennis är en tvåvingeart som beskrevs av Krober 1929. Chrysops gutipennis ingår i släktet Chrysops och familjen bromsar. Inga underarter finns listade i Catalogue of Life.